# Macrotyloma africanum
Macrotyloma africanum là một loài thực vật có hoa trong họ Đậu. Loài này được (Wilczek) Verdc. miêu tả khoa học đầu tiên.